# Digonis punctifera
Digonis punctifera là một loài bướm đêm trong họ Geometridae.